# Підводні човни проєкту 675
| Підводні човни проєкту 675 | Підводні човни проєкту 675                                                       | Підводні човни проєкту 675                                                       |
| -------------------------- | -------------------------------------------------------------------------------- | -------------------------------------------------------------------------------- |
|                            |                                                                                  |                                                                                  |
|                            |                                                                                  |                                                                                  |
|                            |                                                                                  |                                                                                  |
| Під прапором               | СРСР                                                                             | СРСР                                                                             |
| Спуск на воду              | 1960—1968 рр (29 човнів)                                                         | 1960—1968 рр (29 човнів)                                                         |
| Проєкт                     |                                                                                  |                                                                                  |
| Тип ПЧ                     | Підводний човен атомний (багатоцільовий з ракетами крилатими)                    | Підводний човен атомний (багатоцільовий з ракетами крилатими)                    |
| Розробник проєкту          | ЦКБ МТ «Рубін»                                                                   | ЦКБ МТ «Рубін»                                                                   |
| Головний конструктор       | П.П. Пустинцев                                                                   | П.П. Пустинцев                                                                   |
| Класифікація НАТО          | Echo-II                                                                          | Echo-II                                                                          |
| Основні характеристики     |                                                                                  |                                                                                  |
| Швидкість (надводна)       | 15 вузлів (29 км/год)                                                            | 15 вузлів (29 км/год)                                                            |
| Швидкість (підводна)       | 29 вузлів (56 км/год)                                                            | 29 вузлів (56 км/год)                                                            |
| Робоча глибина занурення   | 240 м                                                                            | 240 м                                                                            |
| Гранична глибина занурення | 300 м                                                                            | 300 м                                                                            |
| Автономність плавання      | 50 діб                                                                           | 50 діб                                                                           |
| Екіпаж                     | осіб                                                                             | осіб                                                                             |
| Розміри                    |                                                                                  |                                                                                  |
| Довжина найбільша (по КВЛ) | 114,4 м                                                                          | 114,4 м                                                                          |
| Ширина корпусу найб.       | 9,3 м                                                                            | 9,3 м                                                                            |
| Середня осадка (по КВЛ)    | 7,8 м                                                                            | 7,8 м                                                                            |
| Водотоннажність надводна   | 4500 т                                                                           | 4500 т                                                                           |
| Озброєння                  |                                                                                  |                                                                                  |
| Торпедно- мінне озброєння  | Носові: 4 ТА калібру 533-мм (16 торпед). Кормові: 2 ТА калібру 406-мм (4 торпед) | Носові: 4 ТА калібру 533-мм (16 торпед). Кормові: 2 ТА калібру 406-мм (4 торпед) |
| Ракетне озброєння          | 8 ракет крилатих П-6 в контейнерах                                               | 8 ракет крилатих П-6 в контейнерах                                               |

Підводні човни проєкту 675 — серія радянських атомних підводних човнів (ПЧАРК), здатних нести крилаті ракети класу «корабель-земля». Побудовано і передано флоту 29 човнів цього проєкту.

## Історія
16 човнів були побудовані в Сєверодвінську і 13 в Комсомольську-на-Амурі. Човни несли службу на Північному і Тихоокеанському флотах.

## Конструкція

Проєкт 675

Конструкція двохкорпусна.

## Корпус
Міцний корпус розділений на 10 відсіків:
- носовий торпедний;
- акумуляторний, житловий;
- пост управління ракетами;
- центральний пост;
- дизель-генераторний;
- реакторний;
- турбінний;
- електродвигунний;
- житловий;
- кормовий торпедний.

## Енергетичне обладнання
2 реактори ВМ-А, 2 турбозубчатих агрегатів 60-Д1, 2 дизель-генератори ДГ-400, 2 електродвигуни ПГ-116.

## Озброєння

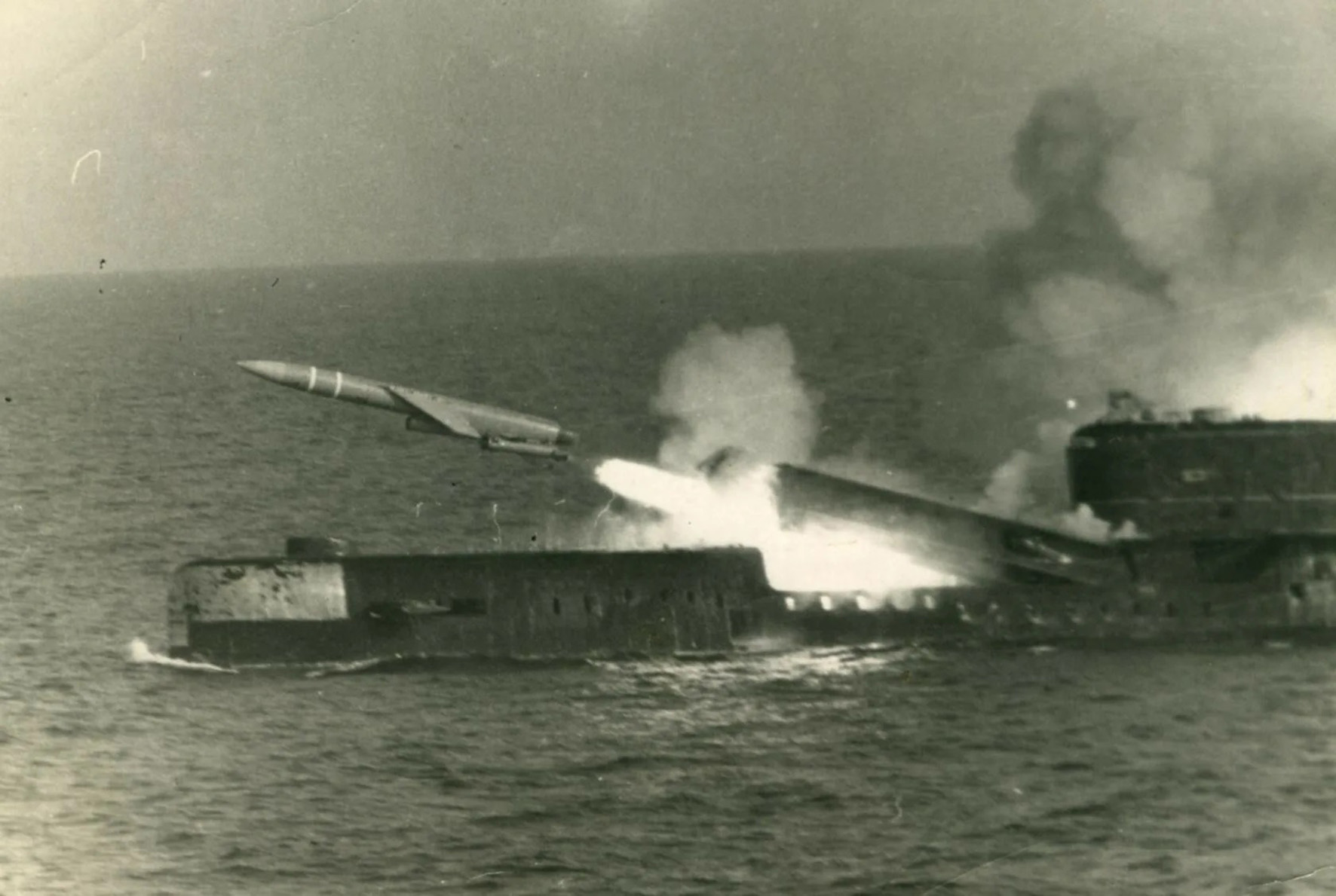
Запуск крилатої ракети П-6 (SS-N-3A) з човна проєкту 675

## Інциденти
- 14 червня 1973 року — відбулося зіткнення човна К-56 з науково-дослідним кораблем «Академік Берг», загинуло 27 чоловік, врятувалося 140 людей.
- 28 серпня 1976 року — в Іонійському морі сталося зіткнення К-22 з американським фрегатом «Воуг» (USS Voge FF-1047), пошкоджено ракетну шахту №1, висувні пристрої та огородження рубки.
- 10 серпня 1985 року — в бухті Чижма (Далекий Схід) на човні К-431 при перезаряджені активної зони реакторів стався вибух. Загинуло 10 осіб. Відбулося радіоактивне зараження місцевості. Значну дозу опромінення отримало 86 осіб, потерпіло 950 людей. після чого цей човен був списаний, як і поруч стоячий інший човен К-42, реакторний відсік був залитий бетоном, а човен був відправлений на довготермінове зберігання. У 2010 році розпочалися роботи по утилізації цього човна.
- У 1989 році під час несення бойової служби було виявлено протікання першого контуру одного з реакторів. Аварія зробила ГЕУ непридатною для ремонту, що призвело до виводу човна в резерв 2-ї категорії.

## Представники
| Назва | Заводський номер | Закладений       | Спущений на воду  | Прийнятий флотом  | Виведений з флоту |
| ----- | ---------------- | ---------------- | ----------------- | ----------------- | ----------------- |
| К-166 | 530              | 30 травня 1961   | 6 вересня 1962    | 31 жовтня 1963    | 1988              |
| К-104 | 531              | 11 січня 1962    | 16 червня 1963    | 15 грудня 1963    | 1990              |
| К-170 | 532              | 16 травня 1962   | 4 серпня 1963     | 26 грудня 1963    | 1991              |
| К-172 | 533              | 8 серпня 1962    | 25 грудня 1963    | 30 липня 1964     | 1990              |
| К-47  | 534              | 7 серпня 1962    | 10 лютого 1964    | 31 серпня 1964    | 1994-1995         |
| К-1   | 535              | 11 лютого 1963   | 30 квітня 1964    | 30 вересня 1964   | 1992              |
| К-28  | 536              | 26 квітня 1963   | 30 червня 1964    | 16 грудня 1964    | 1990              |
| К-74  | 537              | 23 липня 1963    | 30 вересня 1964   | 30 червня 1965    | 1991              |
| К-22  | 538              | 14 жовтня 1963   | 29 листопада 1964 | 7 серпня 1965     | 1994              |
| К-35  | 539              | 6 січня 1964     | 27 січня 1965     | 30 червня 1965    | 1993              |
| К-90  | 540              | 29 лютого 1964   | 17 квітня 1965    | 25 вересня 1965   | 1989              |
| К-116 | 541              | 8 червня 1964    | 19 червня 1965    | 29 жовтня 1965    | 1985              |
| К-125 | 542              | 1 вересня 1964   | 11 вересня 1965   | 18 грудня 1965    | 1991              |
| К-128 | 543              | 29 жовтня 1964   | 30 грудня 1965    | 25 серпня 1966    | 1990              |
| К-131 | 544              | 31 грудня 1964   | 6 червня 1966     | 30 вересня 1966   | 1993              |
| К-135 | 545              | 27 лютого 1965   | 27 червня 1966    | 25 листопада 1966 | 1989              |
| К-175 | 171              | 17 березня 1962  | 30 вересня 1962   | 30 грудня 1963    | 1990              |
| К-184 | 172              | 2 лютого 1963    | 25 серпня 1963    | 31 березня 1964   | 1990              |
| К-189 | 173              | 6 квітня 1963    | 9 травня 1964     | 24 липня 1965     | 1991              |
| К-57  | 174              | 19 жовтня 1963   | 26 вересня 1964   | 31 жовтня 1965    | 1992              |
| К-31  | 175              | 11 січня 1964    | 8 вересня 1964    | 30 вересня 1965   | 16 вересня 1987   |
| К-48  | 176              | 11 квітня 1964   | 16 червня 1965    | 31 грудня 1965    | 1990              |
| К-56  | 177              | 30 травня 1964   | 10 серпня 1965    | 26 серпня 1966    | 1992              |
| К-10  | 178              | 24 жовтня 1964   | 29 вересня 1965   | 15 жовтня 1966    | 1989              |
| К-94  | 179              | 20 березня 1965  | 20 травня 1966    | 27 грудня 1966    | 1992              |
| К-108 | 180              | 24 липня 1965    | 26 серпня 1966    | 31 березня 1967   | 1990              |
| К-7   | 181              | 6 листопада 1965 | 25 вересня 1966   | 30 вересня 1967   | 1990              |
| К-23  | 182              | 23 лютого 1966   | 18 червня 1967    | 30 грудня 1967    | 1991              |
| К-34  | 183              | 18 червня 1966   | 23 вересня 1967   | 30 грудня 1968    | 1991              |